# イラン空軍
イラン・イスラム共和国空軍（イラン・イスラムきょうわこくくうぐん ペルシア語: نیروی هوایی ارتش جمهوری اسلامی ایران、英語: Islamic republic of iran Air Force、略称：IRIAF）とはイラン・イスラム共和国の空軍組織である。

## 概要
イラン・イスラム共和国空軍はイラン・イスラム共和国軍の航空戦力、1979年のイラン革命によりパーレビ国王が退位した後に誕生したイラン・イスラム共和国の領空、領土を守る部隊である。保有する軍用機や飛行隊の編成は革命前とあまり変わらない。現在の司令官はハミッド・ヴァへディ准将。

## 編成
イラン空軍は、1979年の革命前にアメリカ、イギリス、イタリアなどの西側諸国から大量に購入した戦闘機やヘリコプターなど、それに加えて革命後にソ連、中国などから購入した戦闘機、輸送機など、そして、湾岸戦争時にイラクから大量に逃げてきた戦闘機やヘリコプターなどさまざまな機種が存在する。
しかし、革命前に購入したものは、その後の西側諸国との関係悪化に伴う供給停止による部品不足、整備不良などが問題となっているうえ、革命後に購入したソ連製などにしてもエンジン寿命が短く整備費用が高いなどさまざまな問題があり、全体的に稼働率は低いと思われる。また、今のところ湾岸戦争でイラクから亡命してきた機体が何機か返還されていないようだが、見た目の良さに加えて整備性が程良いと言われている。

### 機種と保有数
革命前に導入した機体の状態や数は不明な点が多く、稼働数の実数は不明である。
通常の戦闘機の他、ステルス戦闘機（ガーヘル 313）を国産開発したとされる。
戦闘機/攻撃機
- Su-35SE - 2機（50機配備予定）[4]
- F-14A トムキャット - 41機
- MiG-29B/UB - 19機
- F-5A/B/E/F/アザラフシュ/サーエゲ - 102機
- F-4D/E ファントムII - 64機
- Su-24MK - 36機（このうち24機はイラクから亡命）
- F-7M/FT-7 - 17機
- F-6/FT-6 - 15機(退役済)
- ミラージュF1EQ/BQ - 12機（イラクから亡命）

輸送機/作戦支援機
- C-130E/H ハーキュリーズ - 28機
- P-3F オライオン - 5機
- Il-76MD - 5機
- Il-76AEW - 2機（イラクから亡命）
- ボーイング707 - 4機　空中給油機/輸送機
- ボーイング747 - 9機　空中給油機/輸送機
- ボーイング707 - 2機　電子戦機

## ギャラリー

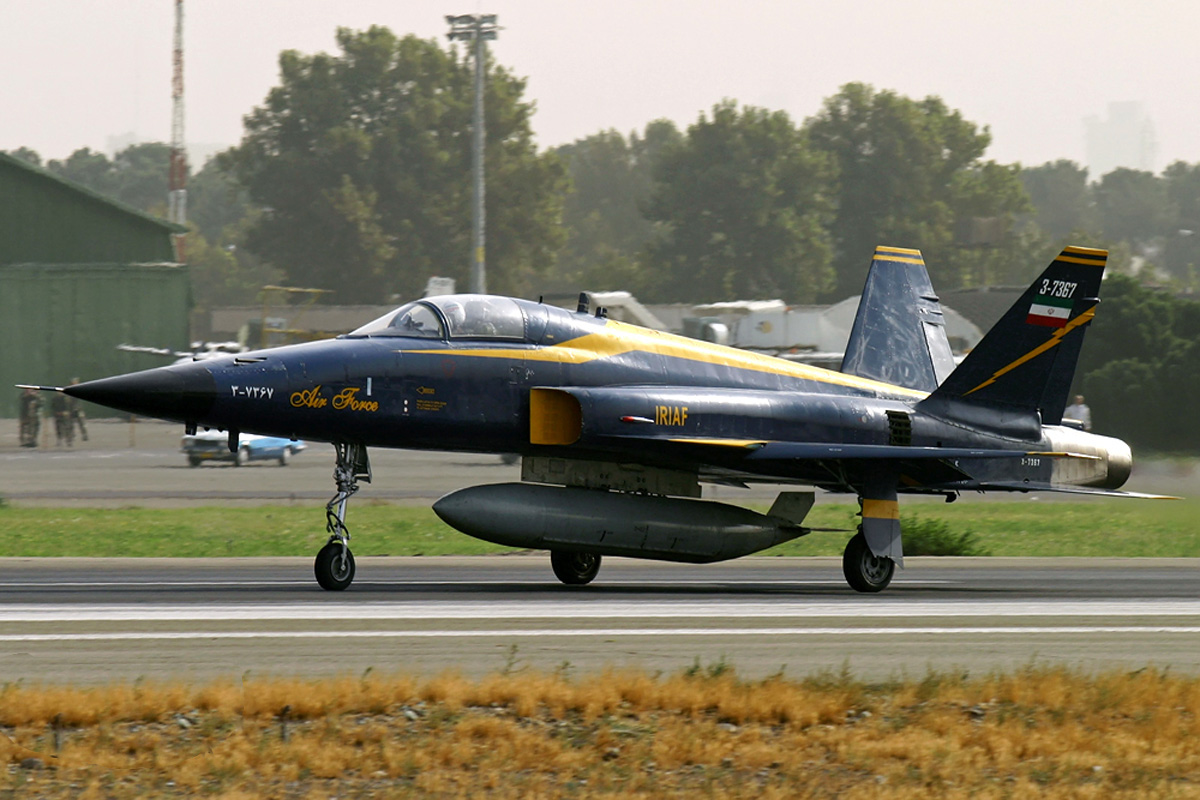
サーエゲ
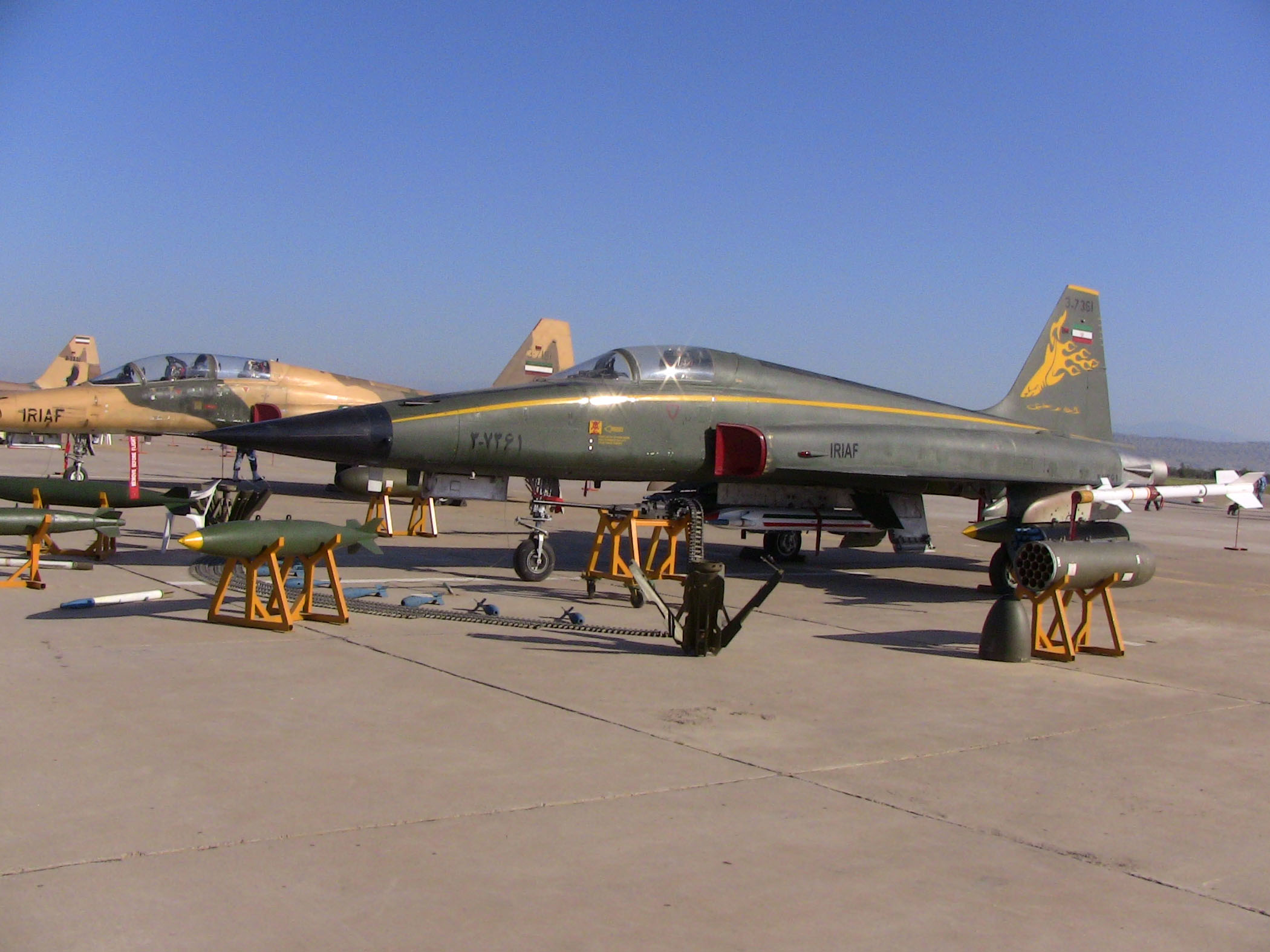
アザラフシュ
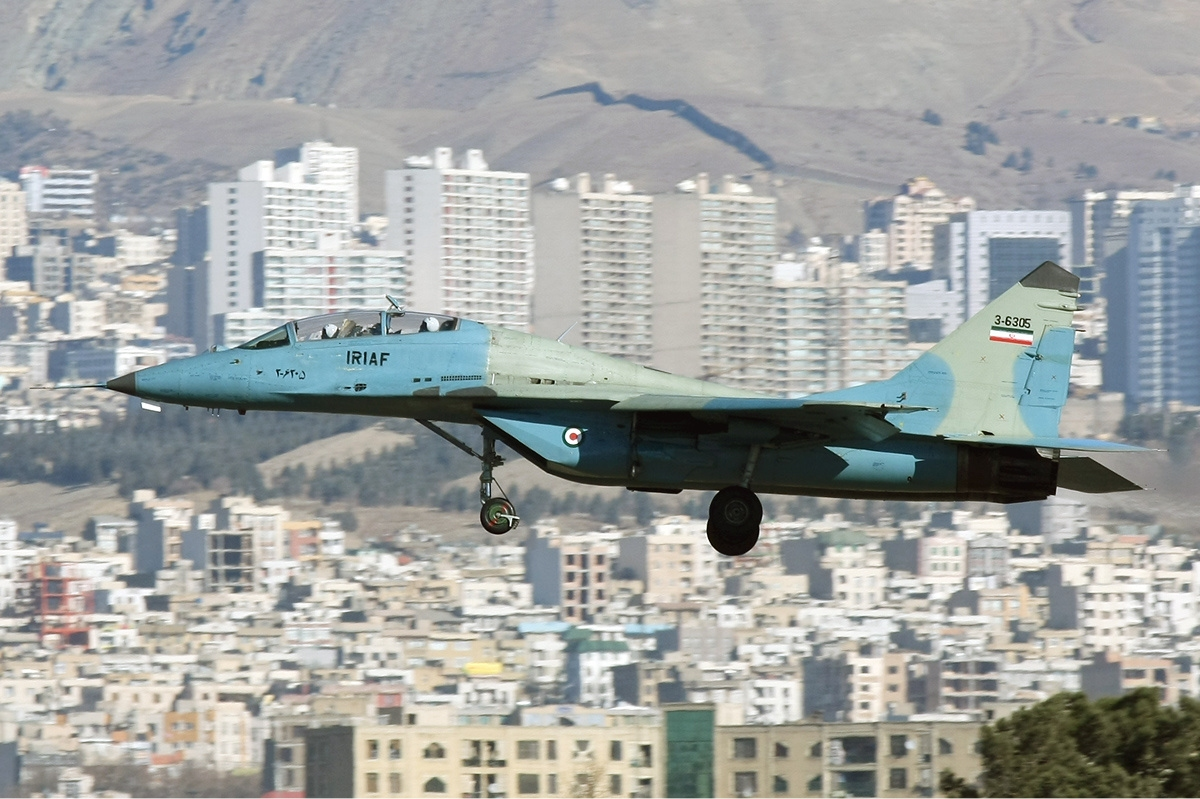
MiG-29UB
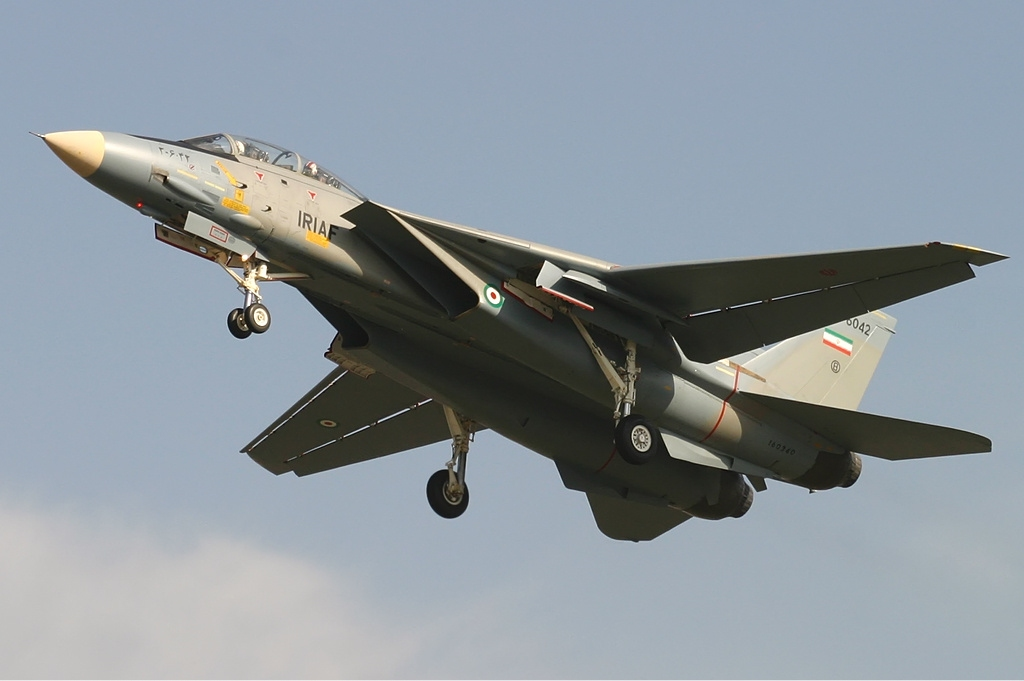
F-14A
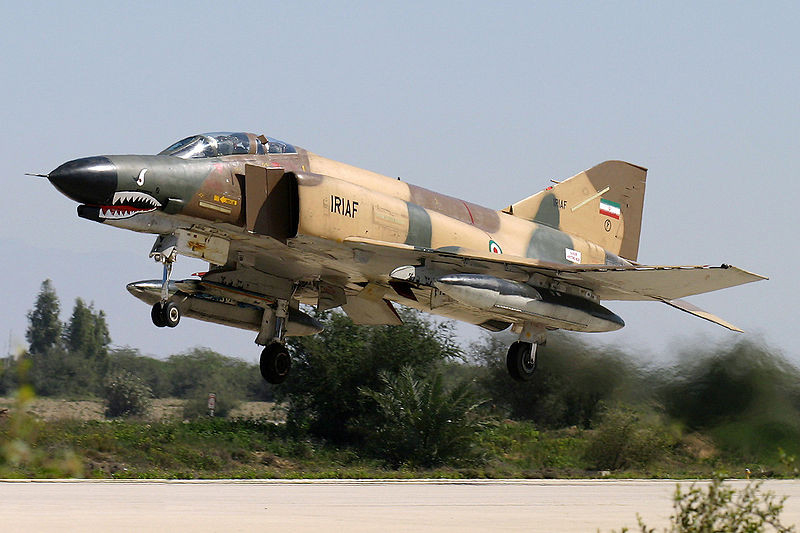
F-4E
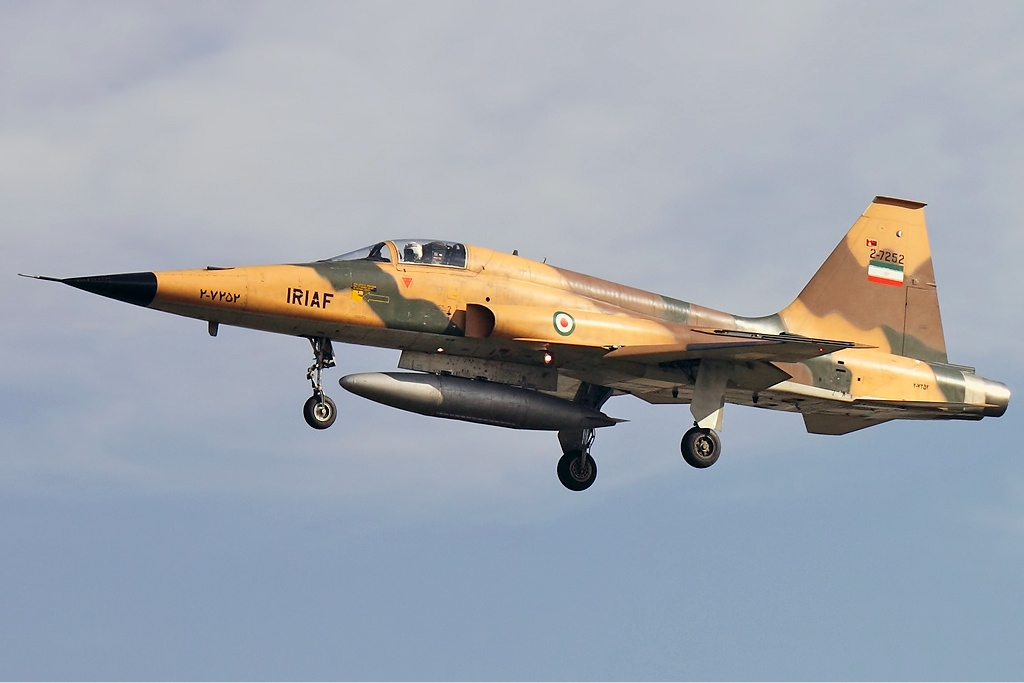
F-5E
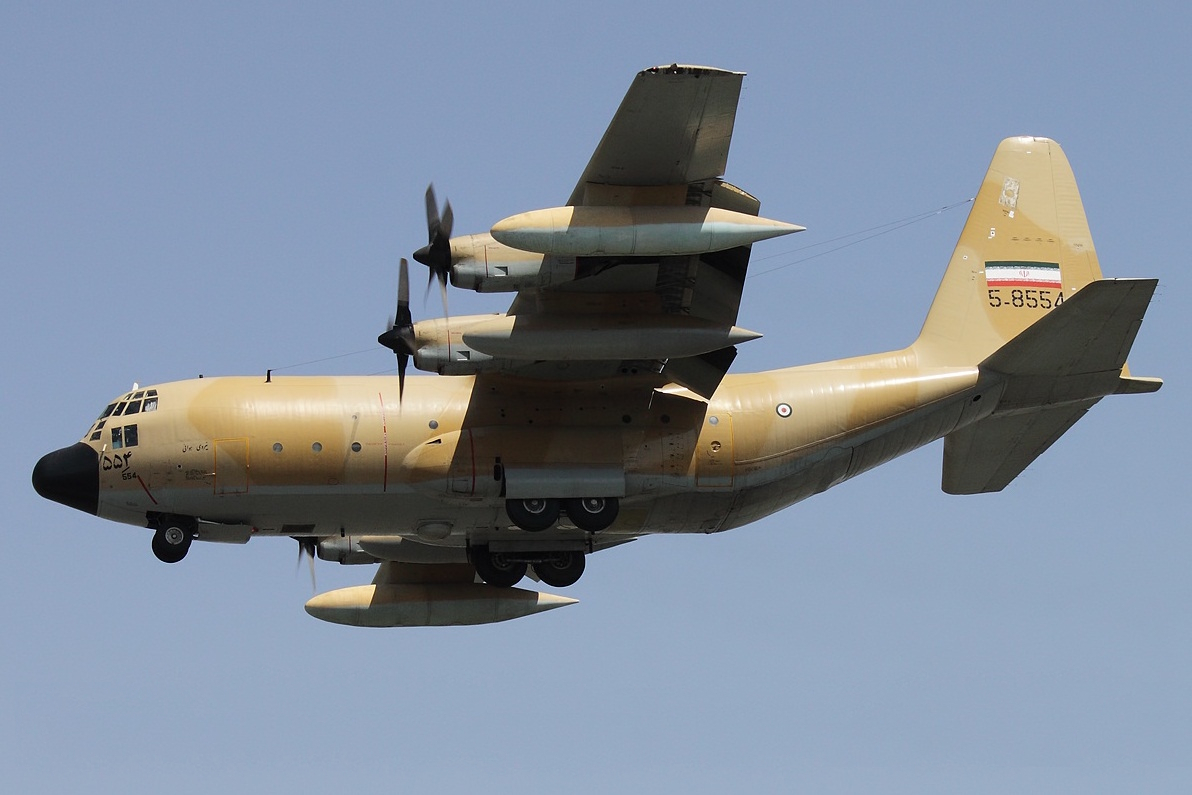
C-130H
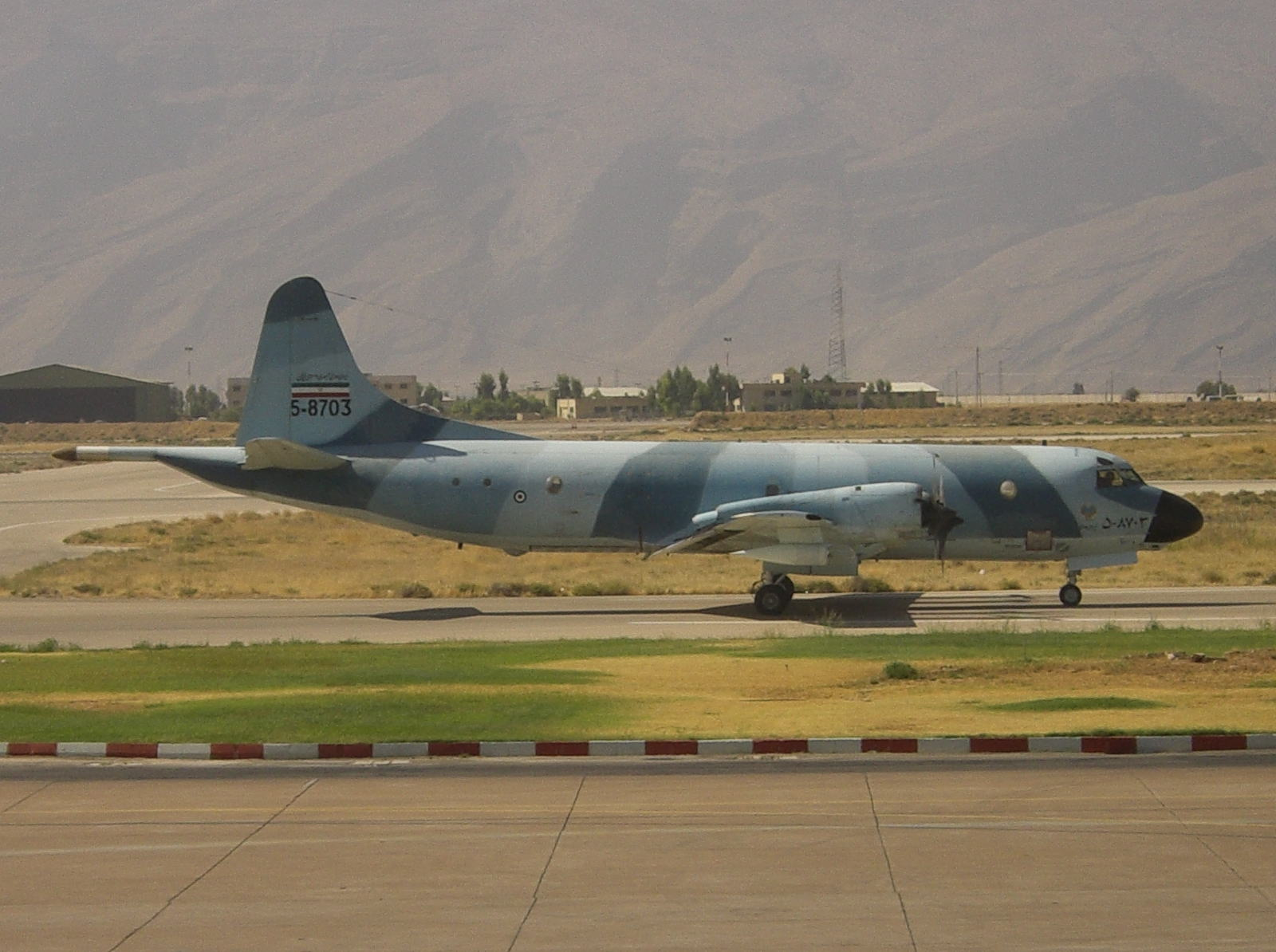
P-3F
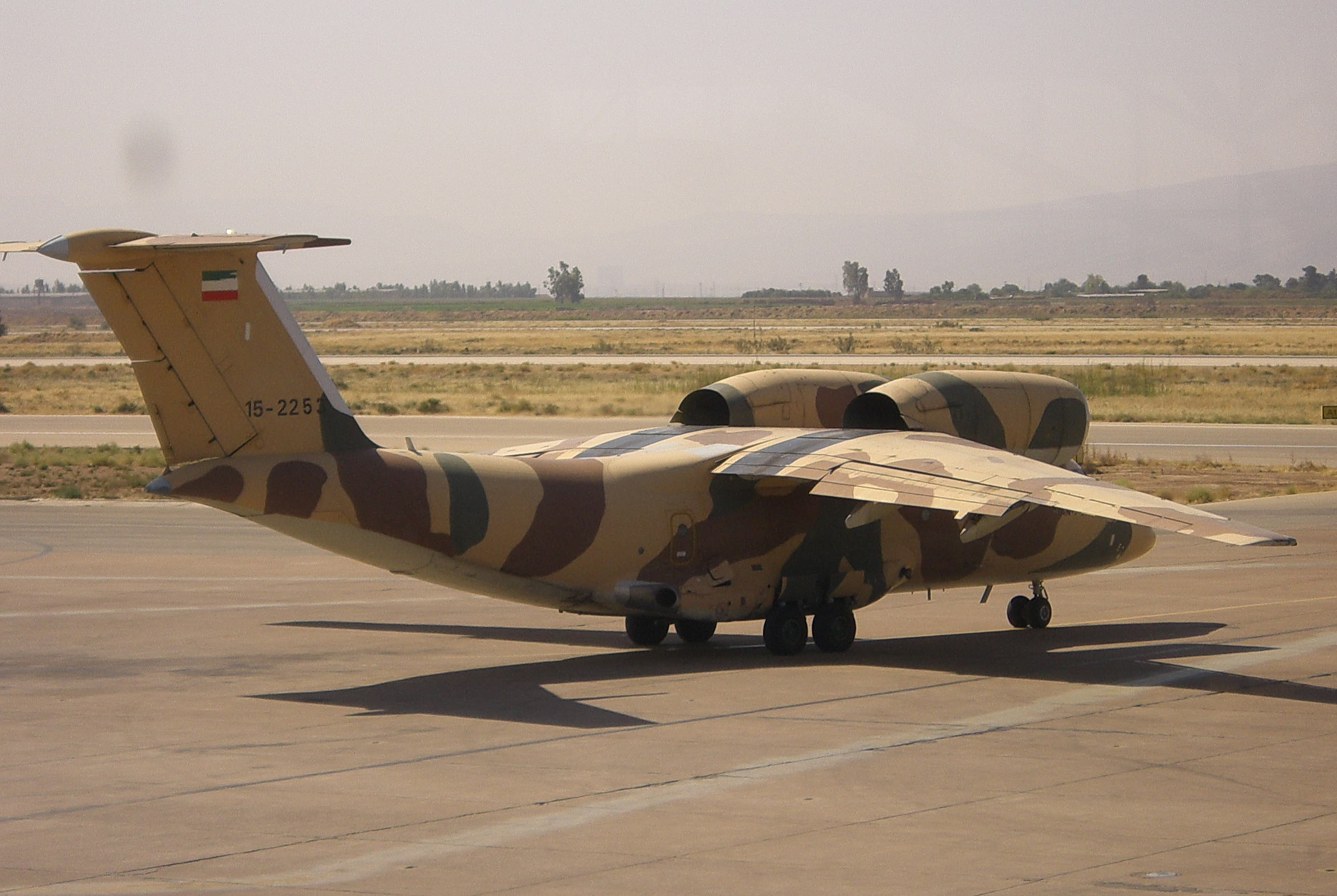
An-74T
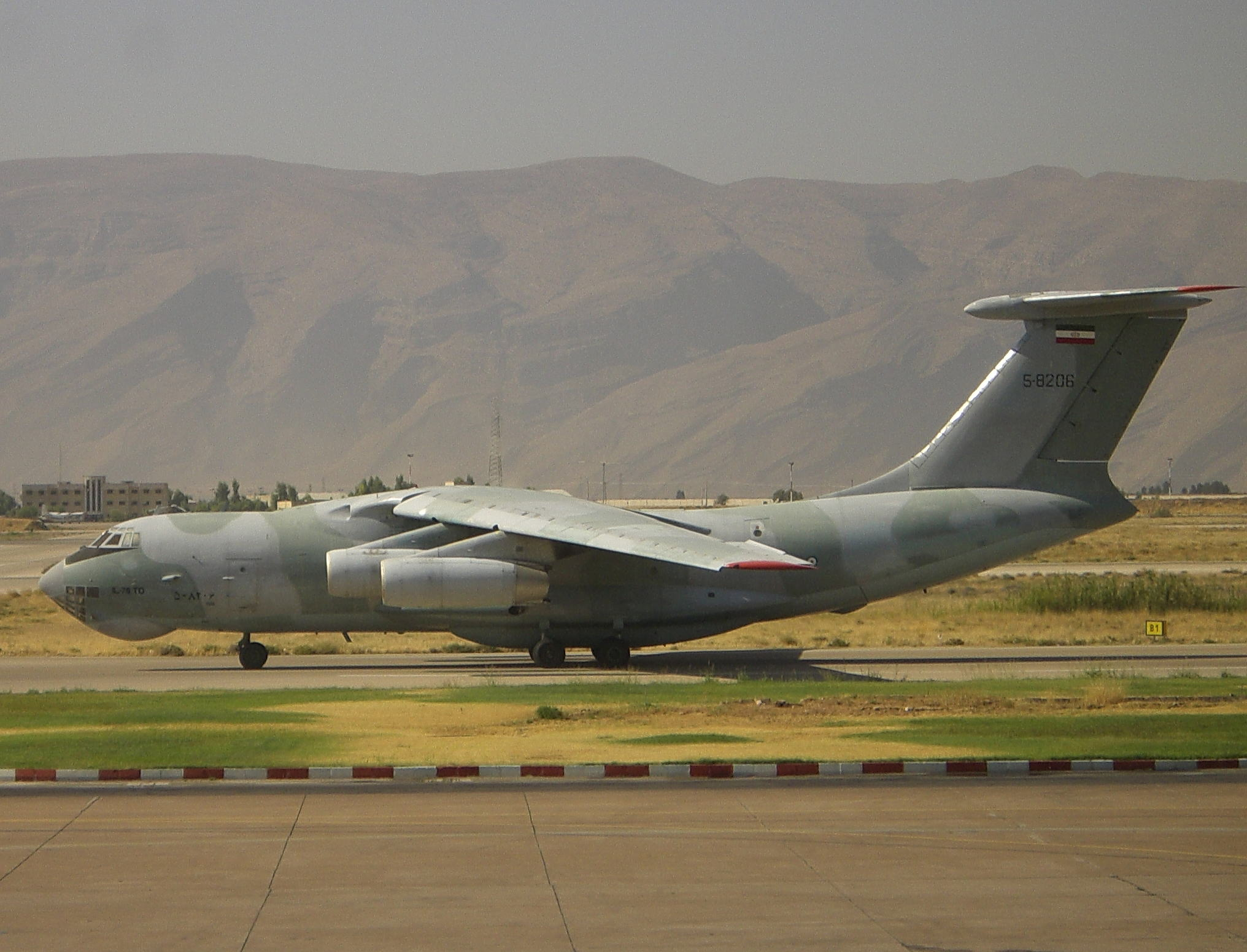
Il-76
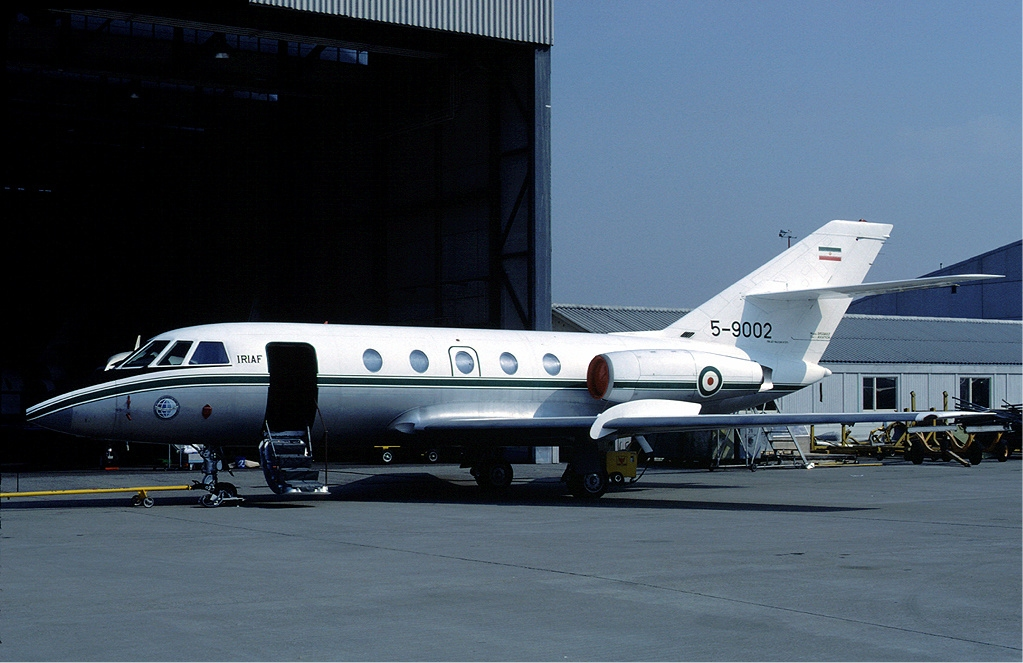
ファルコン20
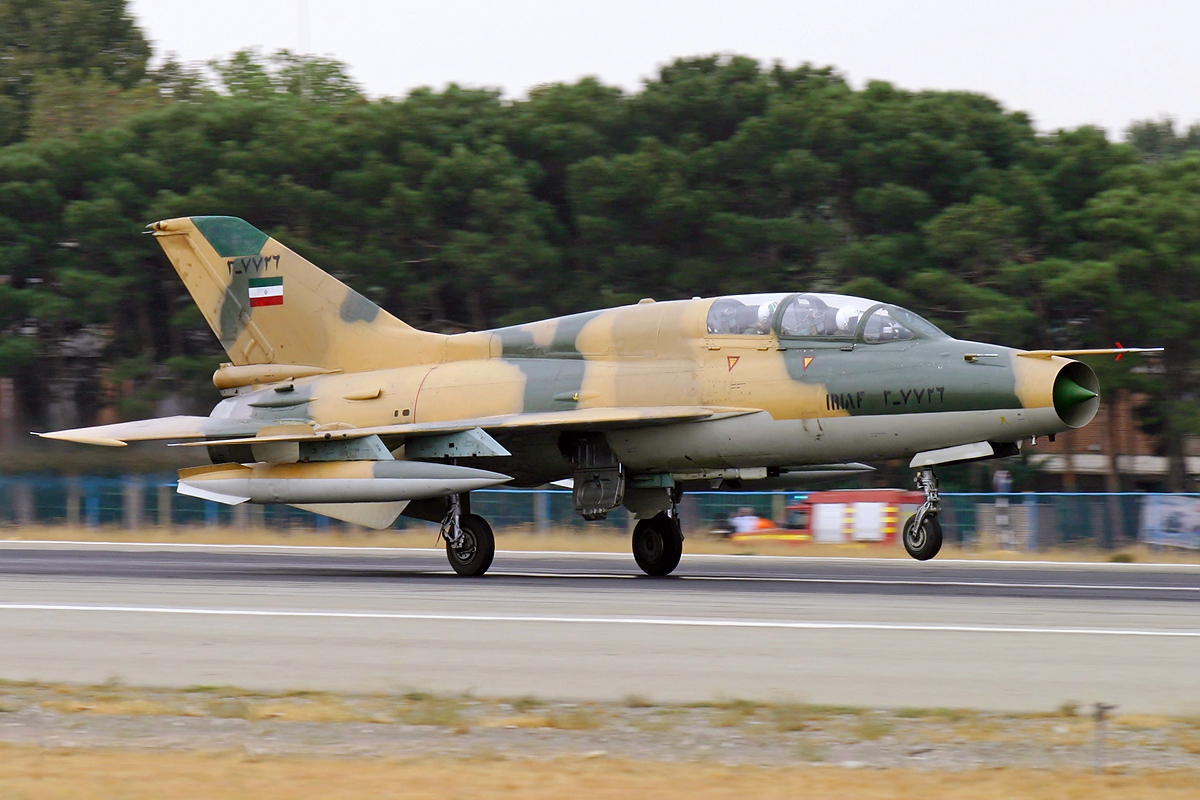
FT-7 (MiG-21)
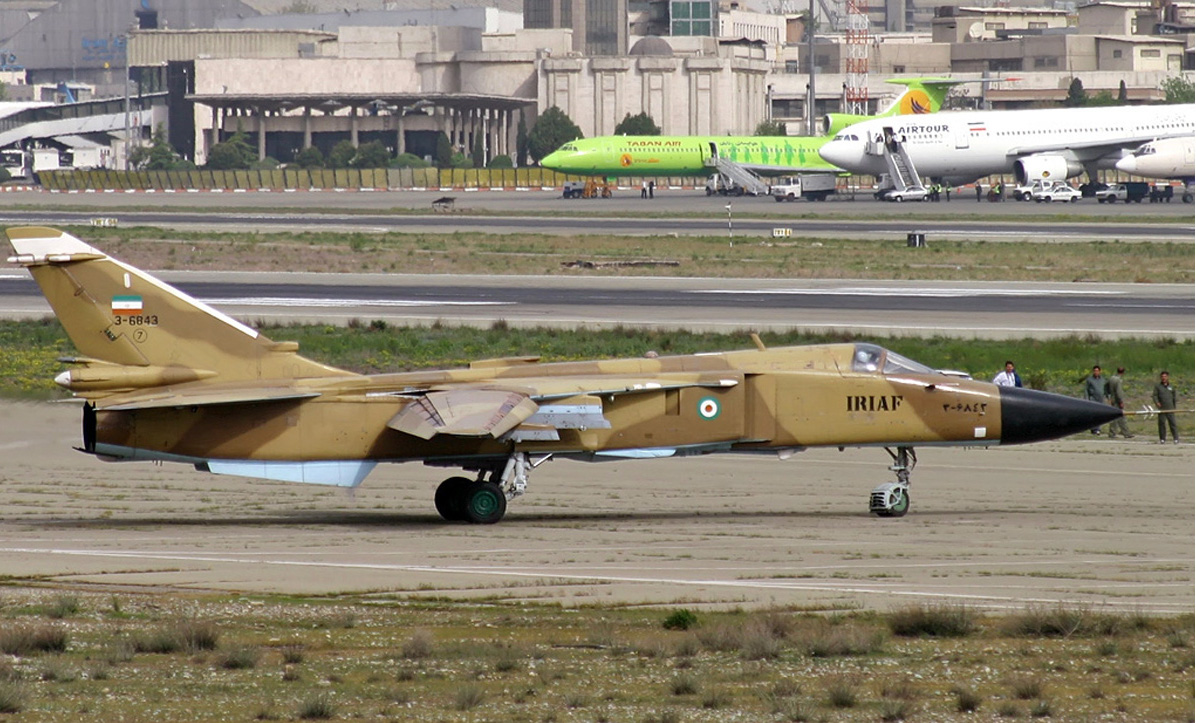
Su-24
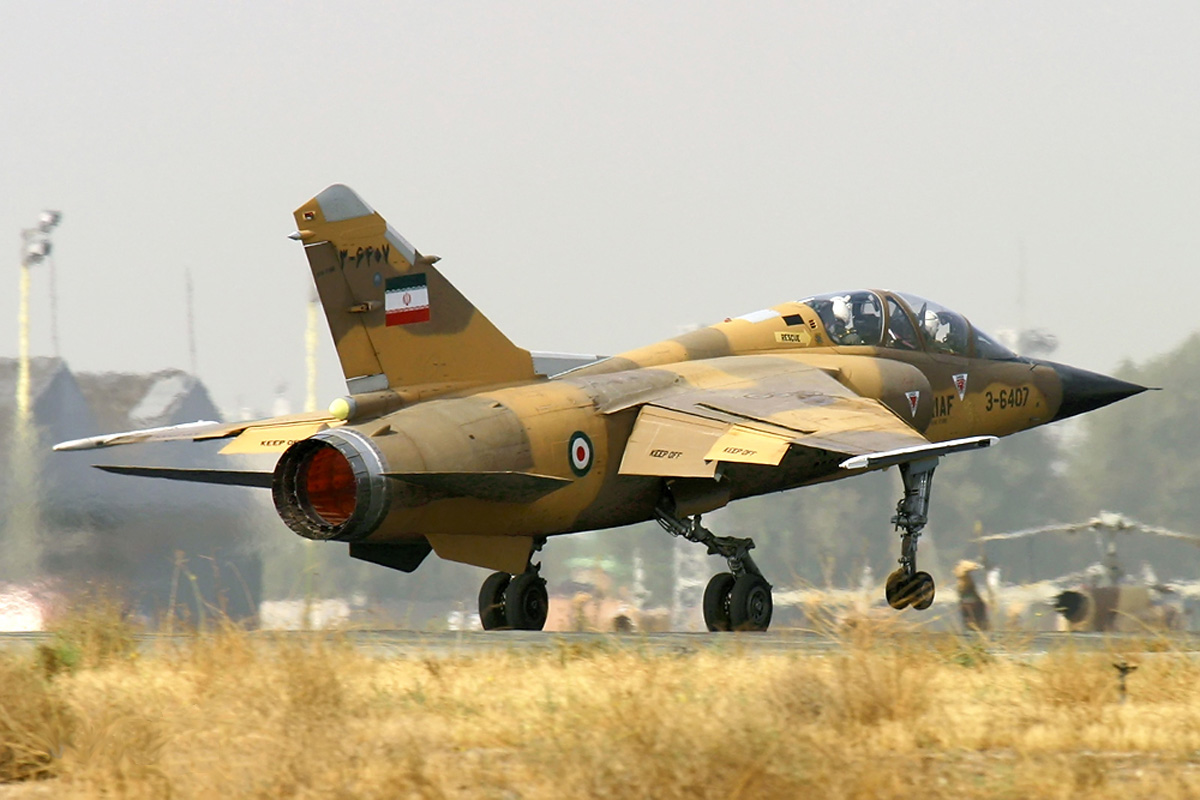
ミラージュF1BQ
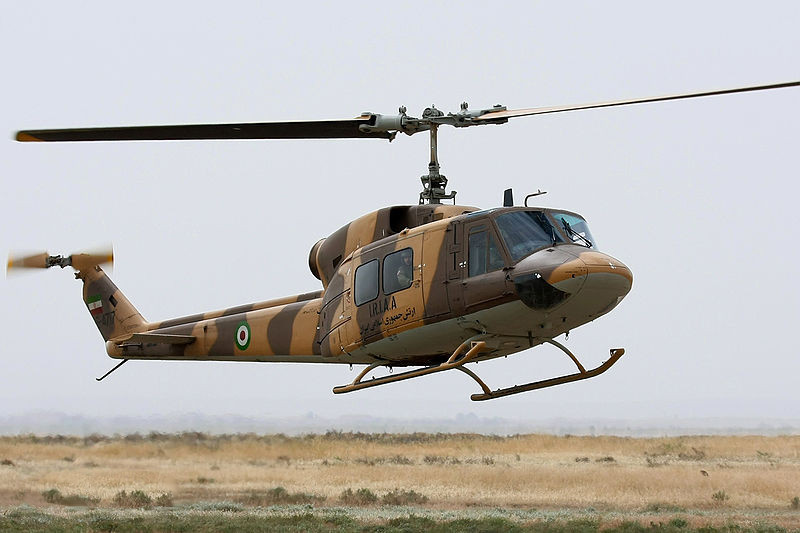
ベル 205
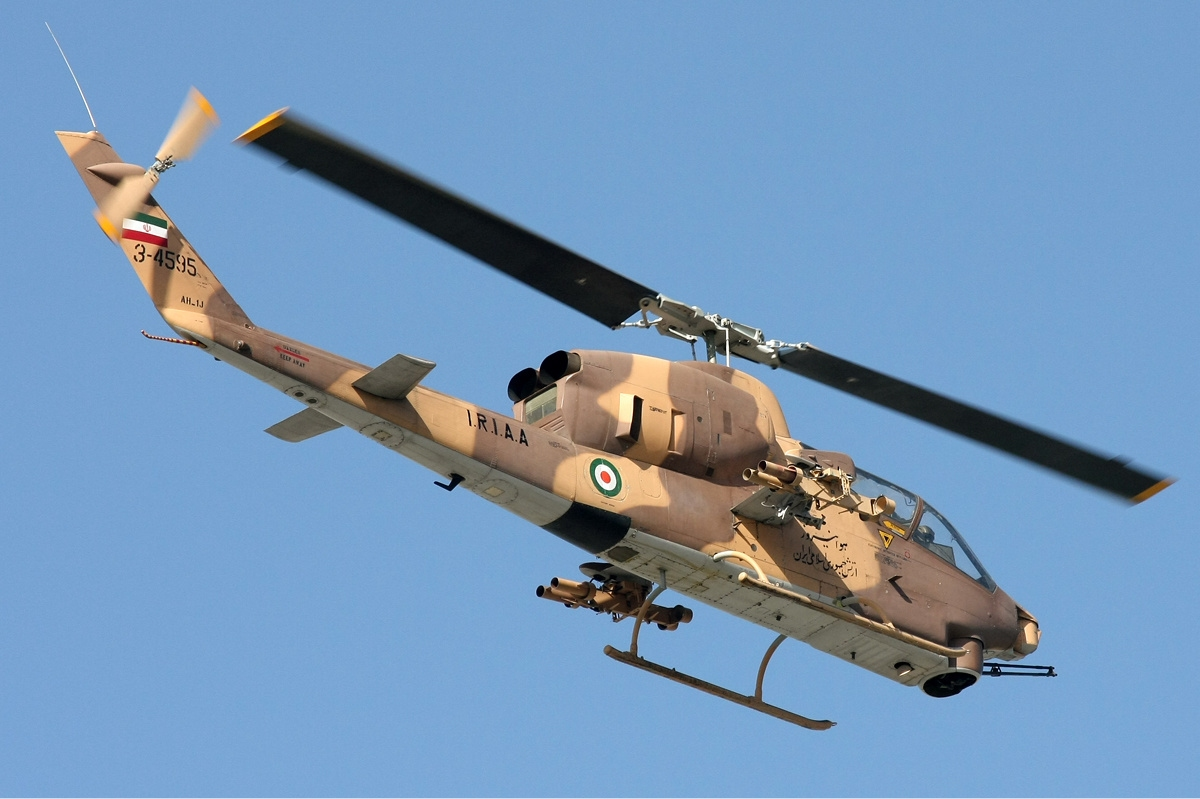
AH-1
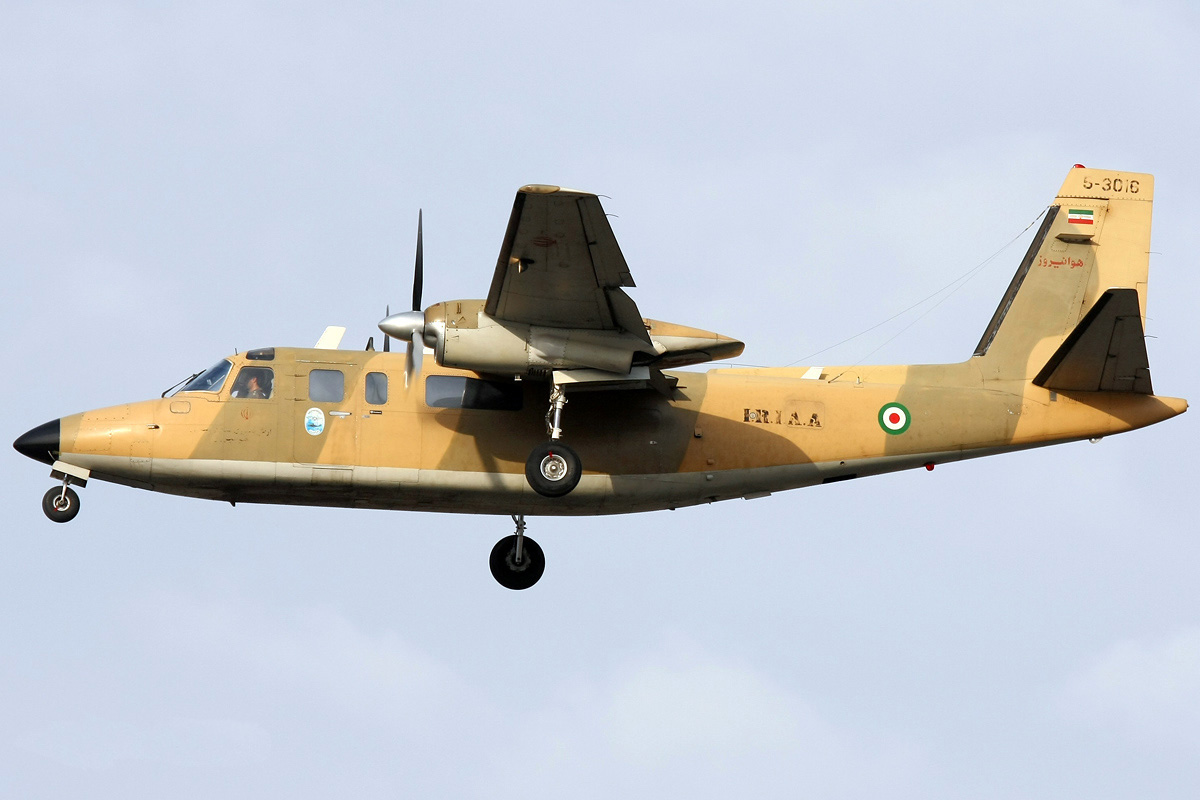
エアロコマンダー 690A